# Polyphylla alba
Polyphylla alba är en skalbaggsart som beskrevs av Peter Simon Pallas 1773. Polyphylla alba ingår i släktet Polyphylla och familjen Melolonthidae. Utöver nominatformen finns också underarten P. a. vicaria.

## Bildgalleri

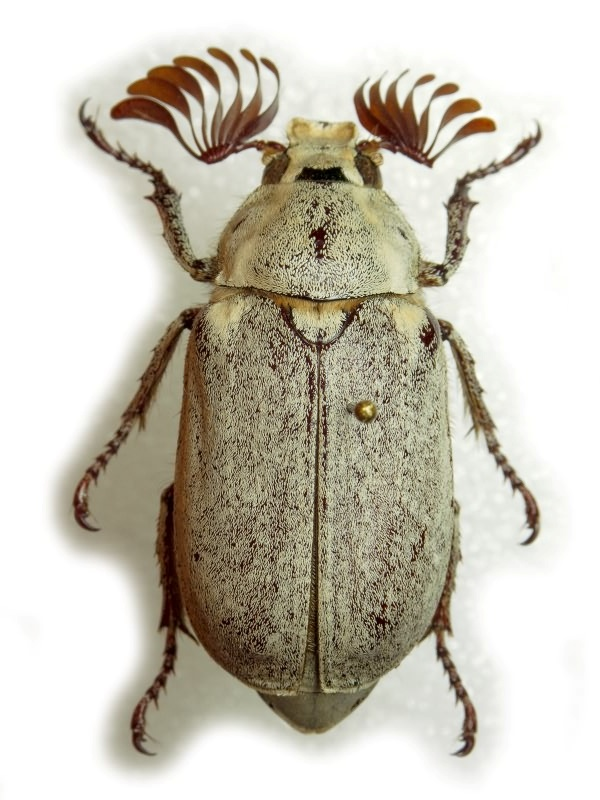
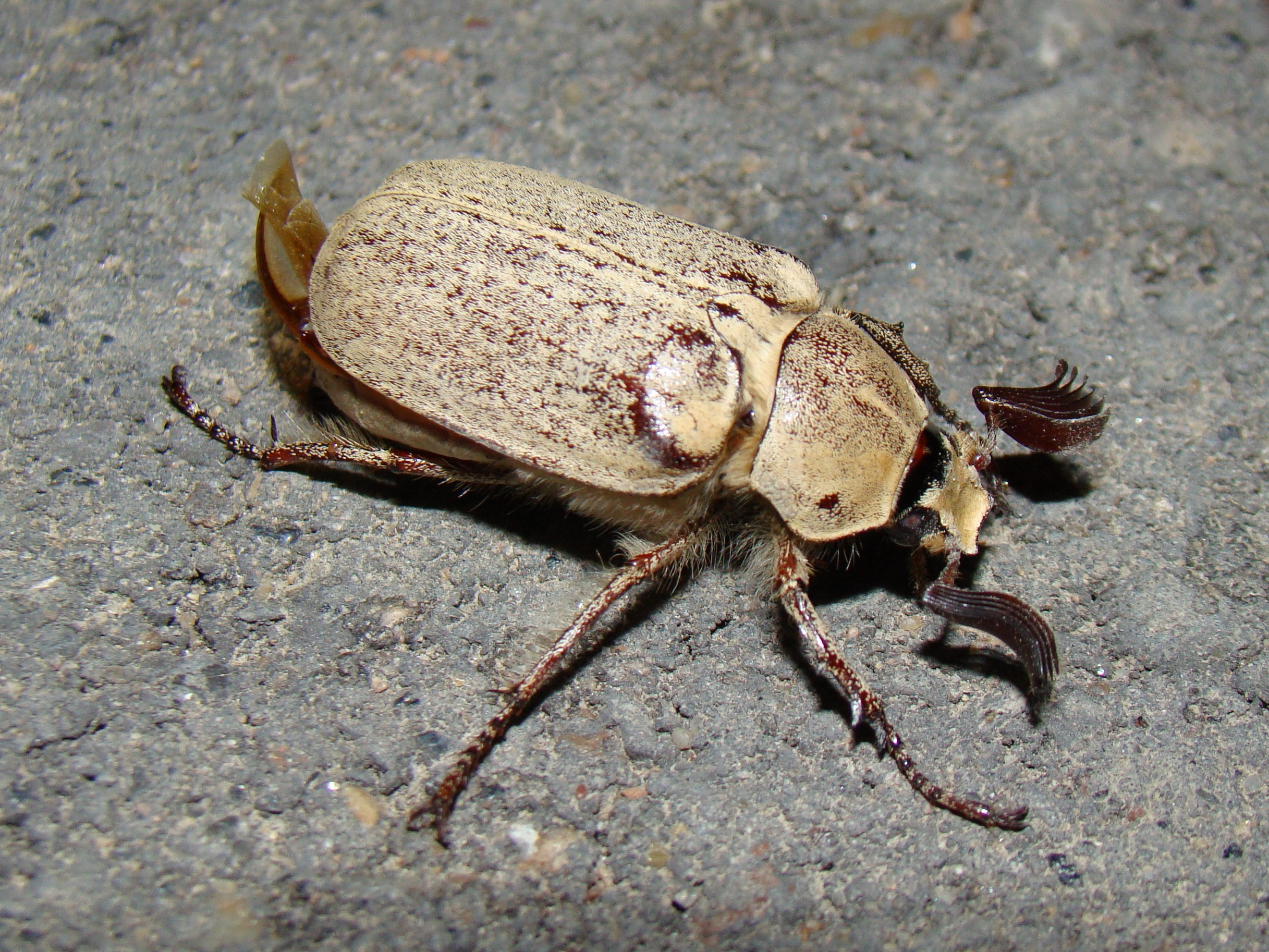
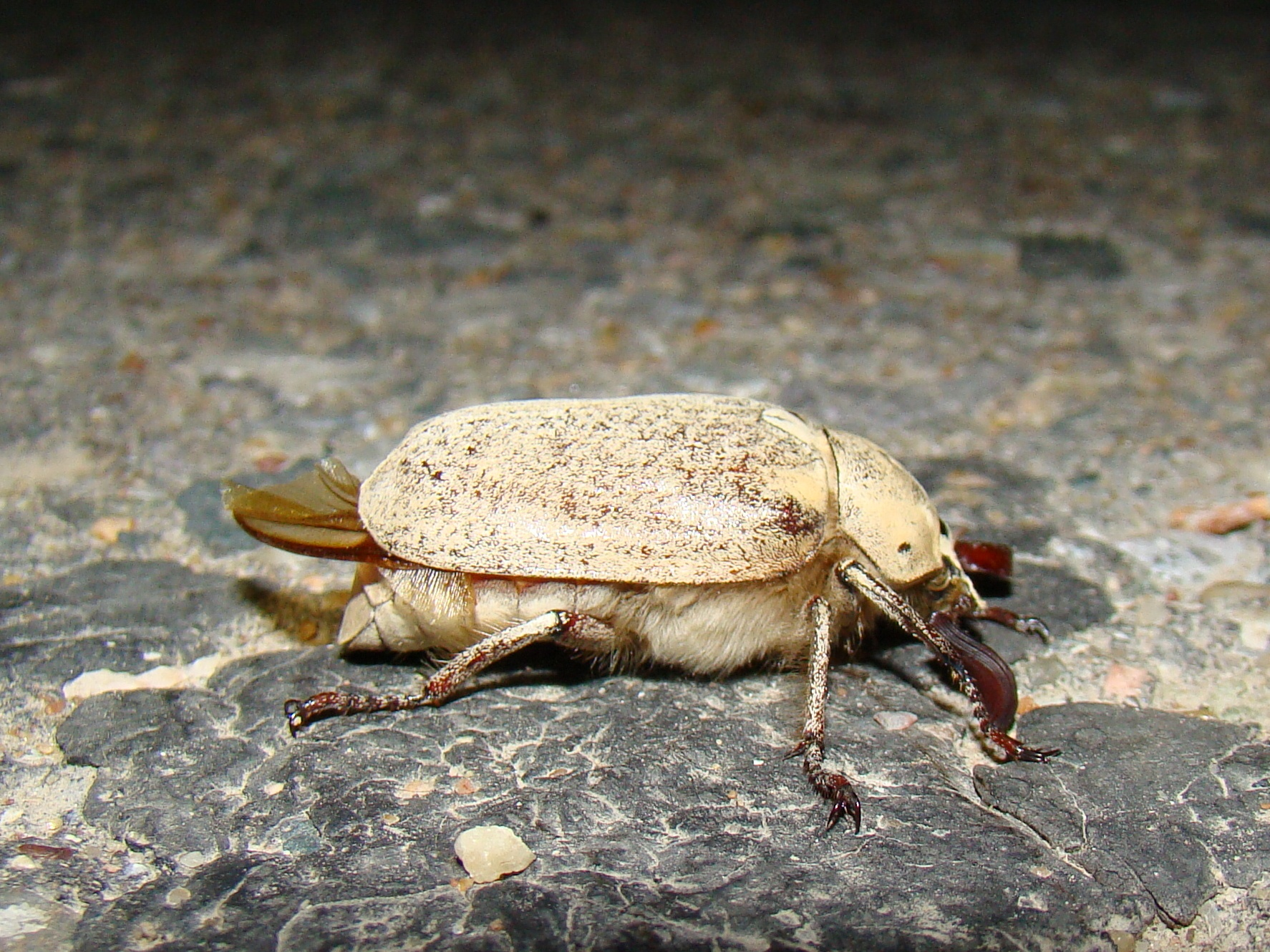
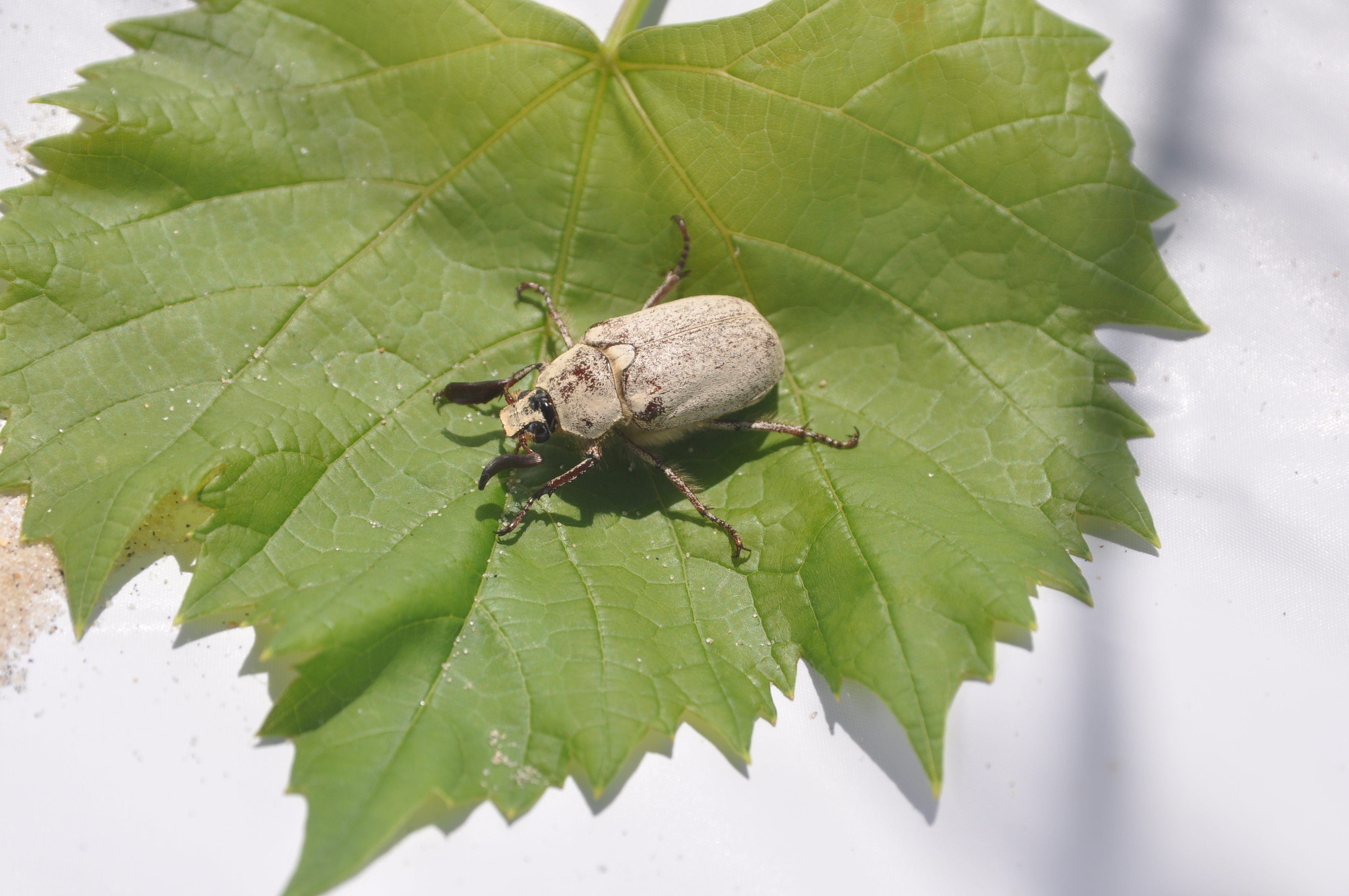
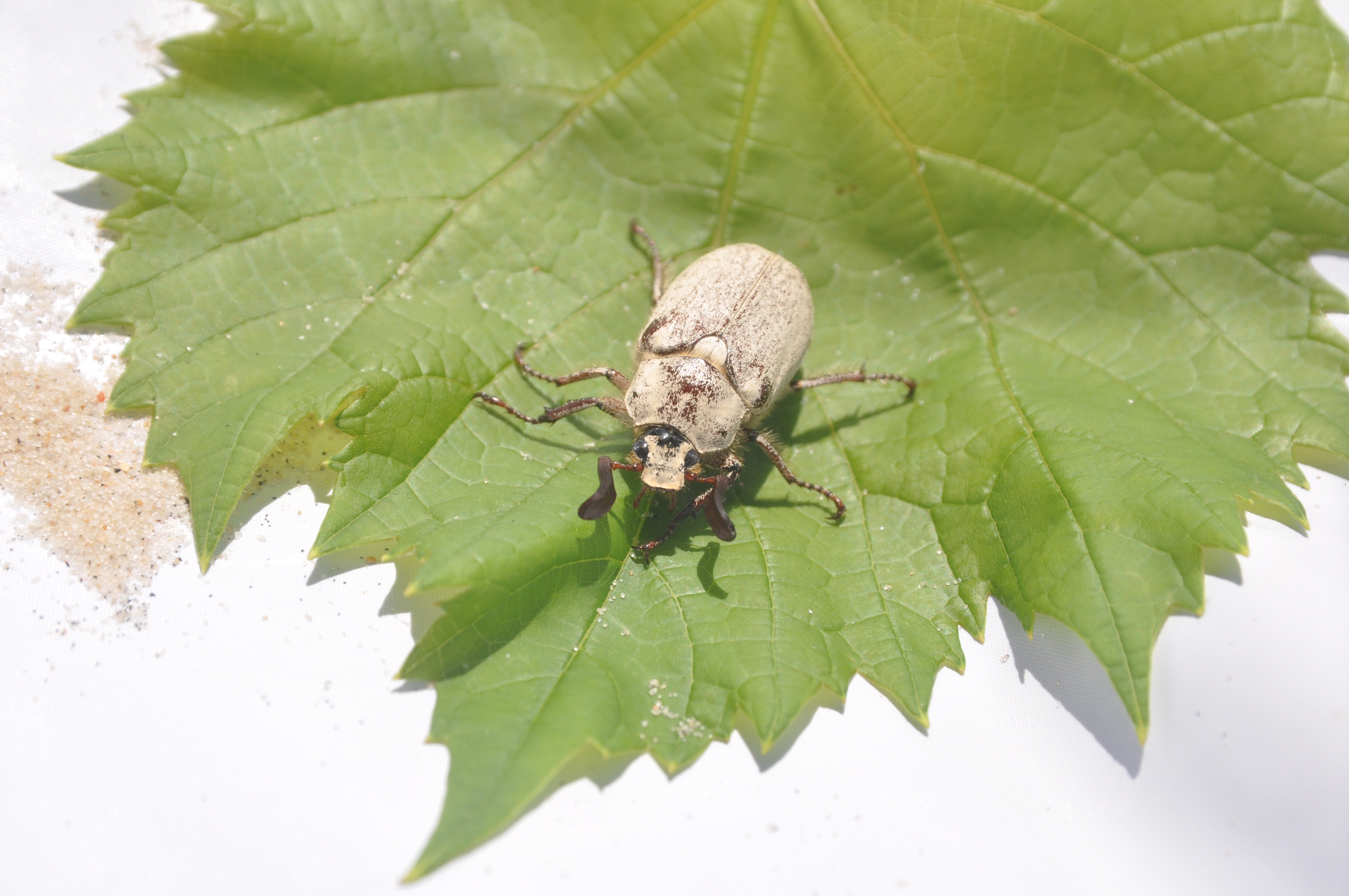
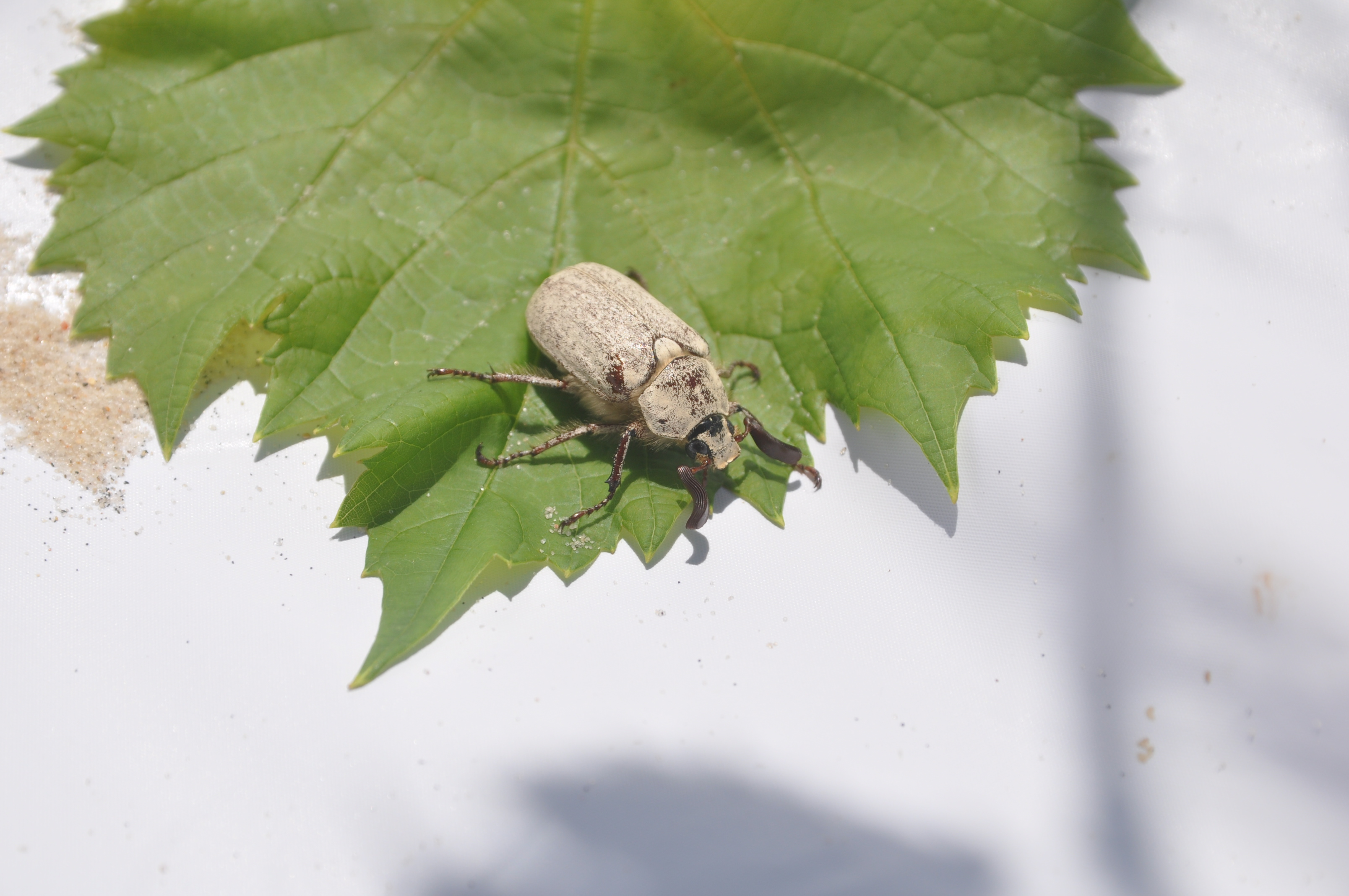